# Vahlbruch
Vahlbruch is een gemeente in de Duitse deelstaat Nedersaksen. De gemeente maakt het meest westelijk gelegen deel uit van de Samtgemeinde Bodenwerder-Polle in het Landkreis Holzminden. Vahlbruch telt 416 inwoners.
Tot het -afgezien van de aanwezigheid van een steengroeve en een timmerbedrijf weinig belangrijke- boerendorp Vahlbruch behoort mede het ten zuidoosten daarvan gelegen gehucht Meiborssen.
Vahlbruch wordt in de 13e eeuw, Meiborssen in de vroege 16e eeuw voor het eerst in een document vermeld. 
In het dorpje staat een uit 1535 daterend, aan de evangelist Mattheüs gewijd, kerkje.
- Gemeinsame Normdatei: 7739671-6
- Virtual International Authority File: 234848304

Arholzen · 
Bevern · 
Bodenwerder · 
Boffzen · 
Brevörde · 
Deensen · 
Delligsen · 
Derental · 
Dielmissen · 
Eimen · 
Eschershausen · 
Fürstenberg · 
Golmbach · 
Halle · 
Hehlen · 
Heinade · 
Heinsen · 
Heyen · 
Holenberg · 
Holzen · 
Holzminden · 
Kirchbrak · 
Lauenförde · 
Lenne · 
Lüerdissen · 
Negenborn · 
Ottenstein · 
Pegestorf · 
Polle · 
Stadtoldendorf · 
Vahlbruch · 
Wangelnstedt